# Odontophrynus juquinha
Odontophrynus juquinha é uma espécie de anfíbio anuro da família Odontophrynidae. O seu estado de conservação ainda não foi avaliado pela Lista Vermelha da UICN. Está presente no Brasil.